# Мамонов Данило Сергійович
Данило Сергійович Мамонов (нар. 1 березня 1984) — український футболіст. захисник аматорського клубу Агробізнес TSK.

## Кар'єра гравця
Данило Мамонов народився 1 березня 1984 року. У ДЮФЛУ виступав за маріупольські команди, ДЮСШ-3 (1998—2000) та «Металург» (2000—2001).
В 2001 році підписав свій перший професіональний контракт, з маріупольським «Металургом». В складі команди виступав до 2005 року й покинув вже «Іллічівець». За цей час в складі основної маріупольської команди не зіграв жодного матчу, натомість виступав за друголіговий фарм-клуб маріупольців, ««Металург-2»/«Іллічівець-2»». у складі яких зіграв 60 матчів та забив 1 м'яч. Перший матч на професіональному рівні зіграв 14 квітня 2001 року проти СДЮШОР-Металург (Запоріжжя), який завершився впевненою перемогою маріупольської команди з рахунком 5:2. Данило вийшов на поле на 83-ій хвилині, замінивши Віталія Феніна. А свій перший м'яч на професіональному рівні відзначився 8 листопада 2003 року в матчі 15-го туру групи В другої ліги чемпіонату України проти «Арсенала-2» (Київ). «Іллічівець-2» здобув у тому матчі перемогу з рахунком 1:0. Мамонов вийшов на поле в стартовому складі, зіграв увесь поєдинок, а на 20-ій хвилині забив переможний для маріупольців м'яч.
Сезон 2006/07 років провів у складі першолігових сумського «Спартака» (8 матчів) та «Кримтеплиці» (4 матчі).
У 2007 році поїхав до Росії, де продовжив кар'єру в желєзногорському «Магніті», який виступав у аматорському чемпіонаті Росії. В складі желєзногорського клубу зіграв 6 матчів. Після цього повернувся в Україну та продовжив вистуи в аматорському клубі «Спартак» (Молодіжне).
У 2007—2008 роках знову виступав на професіональному рівні, у складі друголігової ФК «Полтави» (9 матчів) та першолігового «Фенікс-Іллічовця» (18 матчів).
У 2009 році знову покидає Україну та переїздить до Узбекистану, де виступав у складі представника вищої ліги чемпіонату Узбекистану клубу Шуртан. За узбецький клуб зіграв 4 матчі, після чого знову повернувся в Україну.
З 2009 по 2011 роки виступав у нижчолігових клубах «Олком» (3 матчі), «Фенікс-Іллічовець» та «Бастіон» (0 матчів). Через не дуже вдалу кар'єру в Україні залишає країну та переходить до клубу «Орлич», який виступав у нижчих дивізіонах польського чемпіонату. Варто відзначити, що в заявці клубу на сезон 2011/12 років були також й інші легіонери з України: Олександр Зубаха, Олександр Лозняк та Олексій Шрам. В склад польського клубу зіграв 12 матчів, забив 1 м'яч.
В 2012 році знову повертається в Україну та підписує контракт з головківським «УкрАгроКомом». У складі клубу з Олександрійського району дебютував 21 липня 2012 року в програному (0:3) домашньому матчі 2-го туру групи В чемпіонату України серед клубів другої ліги проти свердловського «Шахтаря». Данило в тому матчі вийшов у стартовому складі й на 64-ій хвилині був замінений на Олега Волкова. Того ж сезону в складі «УкрАгроКому» став переможцем групи В другої ліги чемпіонату України, а пізніше й переможцем фінального раунду Другої ліги. Загалом у складі аграріїв у чемпіонатах України відіграв 54 матчі, ще 5 матчів за головківську команду провів у кубку України.
У 2014 році на аматорському рівні виступав спочатку в «Агрофірма П'ятихатська», в складі якого в дебютному сезоні зіграв 7 матчів та завоював декілька аматорських трофеїв. В 2015 році після зміни назви клубу на ФК «Інгулець» продовжив виступи в команді та зіграв у її складі ще 9 матчів. Напередодні старту «Інгульця» на професіональному рівні в Другій лізі чемпіонату України залишив клуб.
Сезон 2015/16 років розпочав у краматорському «Авангарді». Проте стати основним гравцем команди йому не вдалося. За час свого перебування в краматорську Мамонов зіграв у першій лізі лише 1 поєдинок (а точніше останні 17 хвилин того поєдинку) та провів 1 поєдинок у кубку України. Тому сторони вирішили за обопільної згоди розірвати контракт. На правах вільного агента підписав контракт з представником другої ліги українського чемпіонату, клубом «Мир» (Горностаївка), в складі якого відіграв решту сезону. За цей час в чемпіонаті України зіграв 14 матчів.
Сезон 2016/17 років розпочав у складі аматорського Агробізнес TSK. В складі свого нового клубу встиг зіграти 1 матч у кубку України.

## Досягнення

### На професіональному рівні
- Друга ліга чемпіонату України
  -  Чемпіон (1): 2012/13 (Група Б)
  -  Чемпіон (1): 2012/13 (Фінальний раунд)

### На аматорському рівні
- Кубок України серед аматорів
  -  Володар (1): 2014

- Чемпіонат України серед аматорів
  -  Срібний призер (1): 2014

- Кубок Кіровоградської області
  -  Володар (1): 2014

- Чемпіонат Кіровоградської області
  -  Чемпіон (1): 2014